# Biserramenia psammobionta
Biserramenia psammobionta är en blötdjursart som beskrevs av Luitfried von Salvini-Plawen 1967. Biserramenia psammobionta ingår i släktet Biserramenia och familjen Simrothiellidae. Inga underarter finns listade i Catalogue of Life.